# 오지마촌 (시즈오카현)
오지마촌(小島村)은 시즈오카현의 중부, 이하라군에 속했던 촌이다.
현재 시즈오카시 시미즈구 중부, 오쓰강 중류 및 오가와치강 유역에 해당한다. 에도 시대에는 오지마 번이 있었다.

## 역사
- 1889년 4월 1일 - 정촌제 시행에 의해 이하라군 오지마촌이 성립하였다.
- 1961년 6월 28일 - 시미즈시에 편입해, 동일 오지마촌은 폐지되었다.
- 2003년 4월 1일 - 시미즈시가 시즈오카시와 합병해 시즈오카시가 새롭게 성립하였다.
- 2005년 4월 1일 - 시즈오카시가 정령지정도시로 승격해, 구촌 지역은 시미즈구가 되었다.

## 교통

### 도로
- 국도 제141호선 (현 국도 제52호선)

현재는 신토메이 고속도로가 구촌 지역을 지나며 신시미즈 나들목이 있지만, 합병 당시에는 미개통 상태였다.

## 참고문헌
- 가도카와 일본 지명 대사전 22 静岡県